# Терентьев, Павел Викторович
Па́вел Ви́кторович Тере́нтьев (23 декабря 1903, Севастополь — 30 декабря 1970, Ленинград) — советский зоолог, специалист по герпетологии, количественной биогеографии и биологической статистике. Автор метода «корреляционных плеяд», доктор биологических наук (1939).

## Биография
Родился Севастополе 23 декабря 1903 года в Севастополе в семье чиновника Министерства народного просвещения, профессора, потомственного почётного гражданина Севастополя. Учился в 8-й Петербургской, окончил 3-ю Московскую гимназию.  С 1921 года работал младшим ассистентом в Дарвиновском музее. В 1922 году, после окончания  естественно-научного отделения Физико-математического факультета Московского университета поступил в аспирантуру. В 1922-1926 годах заведовал террариумом Московского зоопарка, одновременно некоторое время работал в КЮБЗе. В 1926 был избран членом Совета Музея центральной промысловой области, где организовал отдел низших позвоночных. Активно занимался изучением изменчивости и систематики зелёных лягушек Подмосковья, опубликовал серию статей и книгу "Очерк земноводных (Amphibia) Московской губернии" (1924), в которой проанализировал все имевшиеся коллекции и сведения, собранные членами "Студенческого кружка исследователей русской природы".
В 1923 арестован ОГПУ, обвинён в масонстве и вовлечении в масонскую ложу скаутов. В 1926 снова арестован и выслан на 3 года на Урал, затем приговорён к отбыванию 6 лет в Казани.  В 1929 году окончил аспирантуру. В 1930—1931 годах был сотрудником математической статистики Татарского научно-исследовательского экономического института и читал лекции Казанском университете.
Снова арестован, приговорён к трехлетнему сроку  в исправительно-трудовом Свирском лагере ОГПУ. В 1933—1934 годах работал на Северо-западной биостанции Пушно-мехового института, располагавшейся в Архангельске.
В 1934 переехал в Нижний Новгород, затем в Ленинград. С июня 1934 стал ассистентом в Ленинградском университете. В 1936 году защитил кандидатскую диссертацию на тему «Применение биометрических методов к изучению земноводных». В 1935—1938 годах по совместительству работал в Ленинградском плодоовощном институте, Аграрно-гидрометеорологическом институте и Центральном институте учебных пособий по медицине. В 1940 году утверждён в звании доцента по кафедре зоологии позвоночных ЛГУ. С декабря 1941 по апрель 1942 года был заведующим кафедрой зоологии позвоночных ЛГУ. В 1942—1944 годах был научным сотрудником и исполнял обязанности учёного секретаря Зоологического института АН СССР, читал лекции в Ленинградском педагогическом институте. В 1944 году вернулся в ЛГУ на полставки. В 1946 году защитил докторскую диссертацию на тему «Опыт применения математической статистики к зоогеографии». В 1947 году присвоено звание профессора. В 1948 году уволен из университета на волне борьбы с «вейсманистами-морганистами». В 1948—1949 годах работал в Государственной публичной библиотеке.
Некоторое время возглавлял кафедру зоологии Вологодского педагогического института, был заместителем директора Биологической станции АН СССР в посёлке Борок и заместителем председателя научного совета в Академии наук СССР по проблеме «Биологические основы освоения, реконструкции и охраны животного мира». С 1954 по 1965 год возглавлял кафедру зоологии позвоночных ЛГУ. В 1965 году перешёл на кафедру генетики, где организовал кабинет биометрии. Умер 30 декабря 1970 года в Ленинграде.
Разработал концепцию клинальной изменчивости, которая весьма благотворно сказалась на работах в области подвидовой систематики. 

## Семья
- Сын — Анатолий Павлович Терентьев-Катанский (1934—1998), учёный-востоковед, автор книг по истории и культуре Китая[9].

## Научная деятельность
Основным объектом исследований Терентьева были земноводных и пресмыкающихся. Он занимался вопросами систематики и географического распространения этих групп животных. Внёс вклад в теорию систематики и в решение проблем изменчивости организмов. Одним из первых подтвердил учение о гомологических рядах в наследственной изменчивости на животных. Заложил методические основы количественной экологии. Разрабатывал методологию математического описания и анализа при исследовании биологических явлений. Предложил использовать количественный анализ в биологической систематике и в зоогеографии для характеристики флор и фаун. Разработал метод корреляционных плеяд, которые известны теперь как «корреляционные плеяды Терентьева» и используются во многих областях науки в биогеографии, систематике, биоморфологии, медицине и гуманитарных дисциплинах.
С 1958 по 1964 годы организовал четыре совещания по вопросам использования математических методов в биологии. В 1964 и 1967 годах был инициатором проведения двух конференций по герпетологии.

## Награды
Награждён медалями «За доблестный труд в Великой Отечественной войне 1941—1945» и «За оборону Ленинграда».

## Избранные публикации
Автор 150 публикаций в том числе.
- Терентьев П. В. Очерк земноводных (Amphibia) Московской губернии: руководство для преподавателей. — М.: Государственное изд-во, 1924. — 98 с.
- Терентьев П. В., Чернов С. А. Краткий определитель пресмыкающихся и земноводных СССР. — 2-е, перер. и расшир. изд. — Л.: Учпедгиз, 1940. — 184 с.
- Терентьев П. В. Малый практикум зоологии позвоночных: Допущ. М-вом высш. образования СССР в качестве учеб. пособия для биол. фак. ун-тов и для фак. естествознания пед. ин-тов. — М.: Советская наука, 1940. — 484 с.
- Терентьев П. В. Практикум зоологии позвоночных. — Л.: Изд-во Ленинградского гос. ун-та, 1940. — 240 с.
- Терентьев П. В. Почему отличается животный и растительный мир разных стран (о географическом распространении организмов). — Л.: Лениздат, 1948. — 68 с.
- Терентьев П. В. Лягушка : Учеб. пособие для студентов биол. фак. ун-тов. — М.: Советская наука, 1950. — 346 с.
- Терентьев П. В., Дубинин В. Б., Новиков Г. А. Кролик.. — М.: Советская наука, 1952. — 364 с.
- Терентьев П. В. Герпетология: Учение о земноводных и пресмыкающихся : Пособие для гос. ун-тов. — М.: Высшая школа, 1961. — 336 с.
- Терентьев П. В., Ростова Н. С. Практикум по биометрии. — Л.: Изд-во Ленинградского ун-та, 1977. — 153 с.
- Быховский Б. Е., Козлова Е. В., Мончадский А. С., Наумов Д. В., Соколов А. С., Рыков Н. А., Терентьев П. В. Зоология. Учебник для 6—7 классов средней школы / Под ред. Б. Е. Быховского. — 1-е изд. — М.: Просвещение, 1969. — 272 с. (многократно переиздавался после его смерти)